# Microplanus odin
Microplanus odin är en spindelart som beskrevs av Miller 2007. Microplanus odin ingår i släktet Microplanus och familjen täckvävarspindlar.
Artens utbredningsområde är Panama. Inga underarter finns listade i Catalogue of Life.